# Stanislaw Makowski
Pour les articles homonymes, voir Makowski.
Stanislaw Makowski (1914-1944) fut, pendant la Seconde Guerre mondiale, un agent du Special Operations Executive, section F (française).

## Identités
- État civil : Stanislaw Makowski
- Comme agent du SOE :
  - Nom de guerre (field name) : « Dmitri »
  - Nom de code opérationnel : MACHINIST (en français MACHINISTE)
  - Autres pseudos : Maurice, capitaine Maurice

Parcours militaire : SOE, section F ; grade : captain ; matricule : no  204697

## Éléments biographiques
Né le 10 mai 1914 en Pologne. Fils de Henryk et de Stefana Makowski, Pologne. Mari de Alice Makowski, Kensington, Londres. Résidence : Pologne.
Capt. Stanislaw Makowski est parachuté près d'Issoudun dans la nuit du 8 au 9 avril 1944, en même temps que Muriel Byck « Violette », opérateur radio, capt. Sydney Hudson (« Marc », « Albin »), chef du réseau HEADMASTER et capt. George D. Jones (« Lime », « Isidore », « Gaston »), opérateur radio du réseau HEADMASTER. Ils doivent attendre l'arrivée de Philippe de Vomécourt, le chef du réseau, qui sera déposé par Lysander le lendemain. Makowski reçoit comme tâche la préparation d'un maquis à Souesmes, le sabotage des lignes de communication allemandes dans le Loir-et-Cher et l'instruction des maquis du Loir-et-Cher en sabotage.
Fin juin, les Allemands attaquent le maquis, avec 2 000 hommes. Après avoir tué 50 Allemands et en avoir blessé 80, Makowski se retire avec ses hommes. Mais il retourne seul sur le site du camp pour détruire les munitions qui y sont restées.
Il met en place plusieurs petits maquis à Romorantin. Ils détruisent des ponts, sabotent des voies ferrées, coupent des lignes téléphoniques et, de manière générale, disloquent les communications allemandes.
Le 17 août 1944, à l'occasion d'un engagement, Makowski est blessé au combat et arrêté. Il décède dans la nuit suivante des suites des mauvais traitements subis, à Romorantin (Loir-et-Cher).
Le maquis de Souesmes tend une embuscade à une colonne allemande, et blesse 150 Allemands. Lui-même a cinq hommes tués au combat, et quatre pris, torturés et exécutés. Deux chars sont détruits sur la route de Romorantin à Vierzon.

## Reconnaissance

### Distinctions
- Grande-Bretagne : Mention in Despatches.
- France : Croix de guerre 1939-1945

### Monuments
- En tant que l'un des 104 agents de la section F morts pour la France, Stanislaw Makowski est honoré au mémorial de Valençay, Indre, France.
- À Neung-sur-Beuvron, une stèle est dressée près du pont sur le Beuvron, avec l'inscription « À LA MÉMOIRE DE TROIS HÉROS DE LA RÉSISTANCE - CAPITAINE MAURICE, ROHMER BERNARD, MAUNY AUGUSTE, TOMBÉS LE 17 août 1944 POUR LA LIBÉRATION DE LA FRANCE ». Capitaine Maurice est l'un des pseudos de Stanislaw Makowski.
- À Romorantin, un monument est érigé en l'honneur des résistants morts pour la libération de la France. Il est situé quai de l’Île Marin. Il mentionne « MAKOWSKI Dimitri, capitaine MAURICE ».
- Le mémorial de Souesmes, situé à quelques kilomètres du village, est érigé en l'honneur des maquisards morts pour la France le 17 juin 1944. Il mentionne également « Capitaine MAKOWSKI, RHOMER[4] BERNARD, MAUNY AUGUSTE » morts deux mois plus tard (voir le récit plus haut).
- Pornic War Cemetery, France, 2.AB.17